# Metylovice

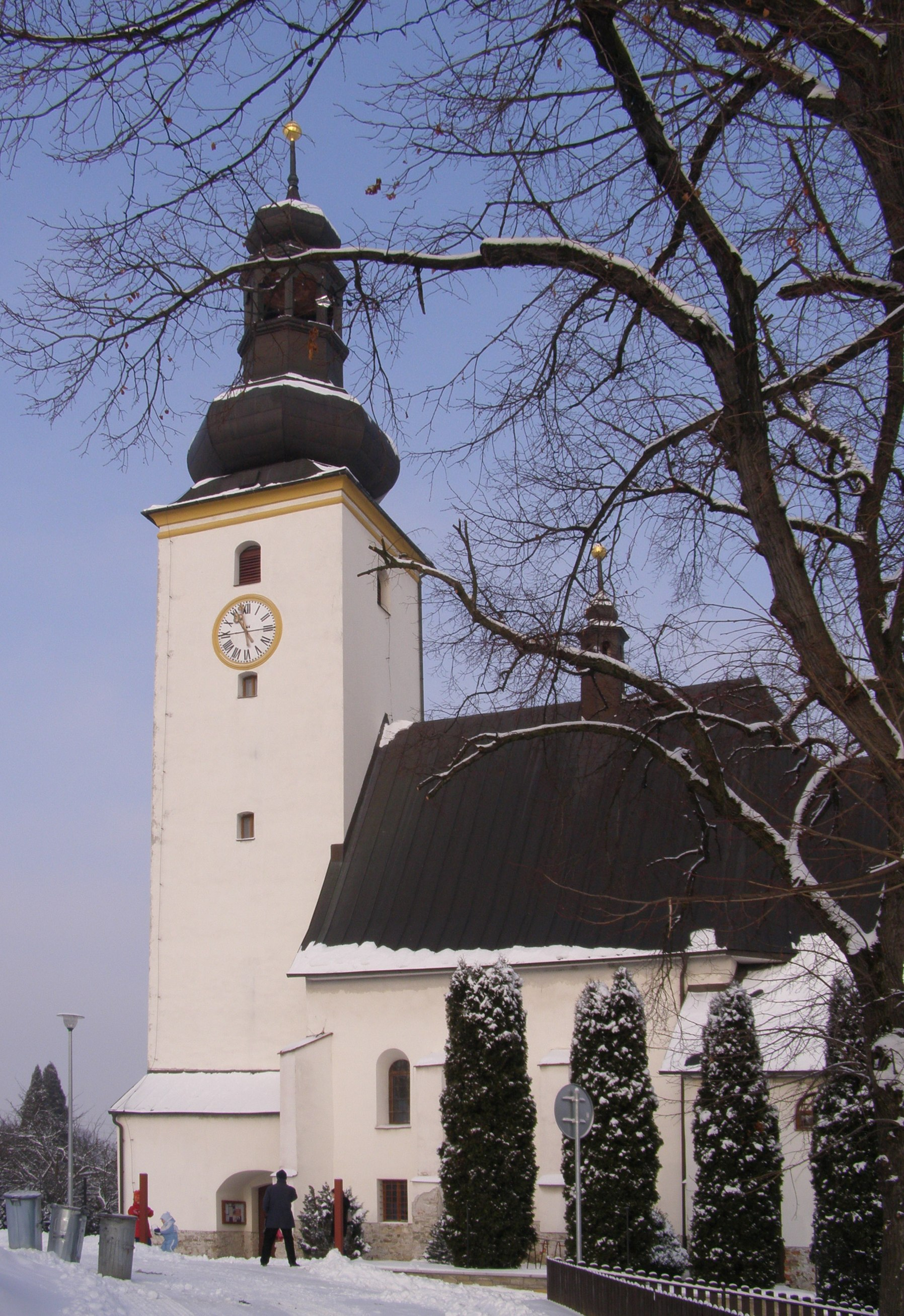
Allerheiligenkirche in Metylovice (2010)

Metylovice (deutsch Quittendorf) ist eine Gemeinde im Okres Frýdek-Místek in Tschechien.

## Geographie
Metylovice befindet sich 2 Kilometer von Frýdek-Místek entfernt, bis Ostrava sind es 12 Kilometer. Mit einer Entfernung von knapp 20 Kilometern zu beiden liegt Metylovice zudem in der Nähe der Grenzen zu Polen und zur Slowakei. Metylovice grenzt an Lhotka u Frýdku-Místku im Westen, Palkovice im Nordwesten, Baška im Nordosten, Pržno im Osten, Frýdlant nad Ostravicí im Südosten und Pstruží im Süden. Durch Metylovice verläuft im Osten die Dálnice 56, bei der Metylovice über eine Anschlussstelle verfügt. Auch zwei Landstraßen sind in Metylovice vorhanden. Eine Buslinie mit sieben Haltestellen im Gemeindegebiet trägt auch zur Anbindung von Metylovice bei.
Im Nordosten von Metylovice fließt der Fluss Olešná, welcher, bis auf einige Bewässerungskanäle, der einzige Fluss im Ort ist. Der höchste Punkt in Metylovice ist der Hügel Ondřejník mit einer Höhe von 890 Metern über dem Meeresspiegel.
Zu den Einrichtungen in Metylovice zählen eine Grundschule, ein Kindergarten, eine Bibliothek, ein Postamt, eine Kinderheilstätte, eine Arztpraxis, eine Feuerwehr und eine Sportanlage.

## Geschichte
1299 wurde Metylovice erstmals urkundlich erwähnt. Ab der zweiten Hälfte des 17. Jahrhunderts wurde das Gerben zu einer prominenten Dienstleistung der Gemeinde, wodurch internationale Bekanntheit erregt wurde und Metylovice wirtschaftlich aufblühte. Nach dem Mittelalter wurde in Metylovice eine Holzkirche erbaut, die 1577 wieder abgerissen wurde und durch eine gotische, später barocke Steinkirche ersetzt wurde. 1653 wurde diese von Bischof Gobbár geweiht. Über die folgenden Jahrhunderte verteilt fanden in den Jahren 1745, 1781, 1869 und 1960 signifikante Reparaturarbeiten statt. Seit 1696 gibt es Glocken im Kirchturm und spätestens seit 1892 eine Turmuhr.
1786 wurde in Metylovice eine Pfarrei gegründet, wodurch sich die Bildung der Bevölkerung verbesserte. Nur wenig später wurde eine Schule in der Gemeinde errichtet. 1879 gründete man den örtlichen Kindergarten. 1886 wurde eine Freiwillige Feuerwehr geschaffen, 1894 folgte die erste Bibliothek, 1895 gab es dann auch ein Postamt. Im Zweiten Weltkrieg stürzte 1944 ein US-amerikanischer Pilot in Metylovice ab. 1949 wurde die Kinderheilstätte des Ortes gegründet.

## Ortsteile
- Metylovice

## Demographie

### Bevölkerungsentwicklung
| Jahr      | 1869 | 1880 | 1890 | 1900 | 1910 | 1921 | 1930 | 1950 | 1961 | 1970 | 1980 | 1991 | 2001 | 2011 | 2021 |
| --------- | ---- | ---- | ---- | ---- | ---- | ---- | ---- | ---- | ---- | ---- | ---- | ---- | ---- | ---- | ---- |
| Einwohner | 1279 | 1398 | 1350 | 1410 | 1612 | 1515 | 1644 | 1647 | 1701 | 1569 | 1549 | 1448 | 1491 | 1605 | 1705 |

### Bevölkerungspyramide

Stand 2011 / Auf Tschechisch beschriftet

## Sehenswürdigkeiten
- Allerheiligenkirche
- Kapelle St. Anna
- Museum
- Bildstock

## Partnergemeinden
- Krásno nad Kysucou

## Persönlichkeiten
- Ambrož Bílek (1916–1944), Offizier